# Tsjechië op de Olympische Winterspelen 2006
Tijdens de Olympische Winterspelen van 2006 die in Turijn werden gehouden nam Tsjechië voor de vierde keer deel aan de Winterspelen.
De vier medailles werden door de langlaufers Kateřina Neumannová, Lukáš Bauer en het ijshockeyteam bij de mannen gewonnen. Tsjechië eindigde daarmee op een 15e plaats in het medailleklassement.
Kateřina Neumannová bracht haar olympische medaille oogst op zes stuks. Op de Winterspelen van 1998 en 2002 won ze drie zilveren en een bronzen medaille.

## Medailles
| Sport      | Naam                | Discipline                    | Medaille |
| ---------- | ------------------- | ----------------------------- | -------- |
| Langlaufen | Kateřina Neumannová | 30 km vrije stijl, massastart | Goud     |
| Langlaufen | Kateřina Neumannová | 15 km achtervolging           | Zilver   |
| Langlaufen | Lukáš Bauer         | 15 km klassiek                | Zilver   |
| IJshockey  | Olympisch team      | Mannen                        | Brons    |

## Deelnemers

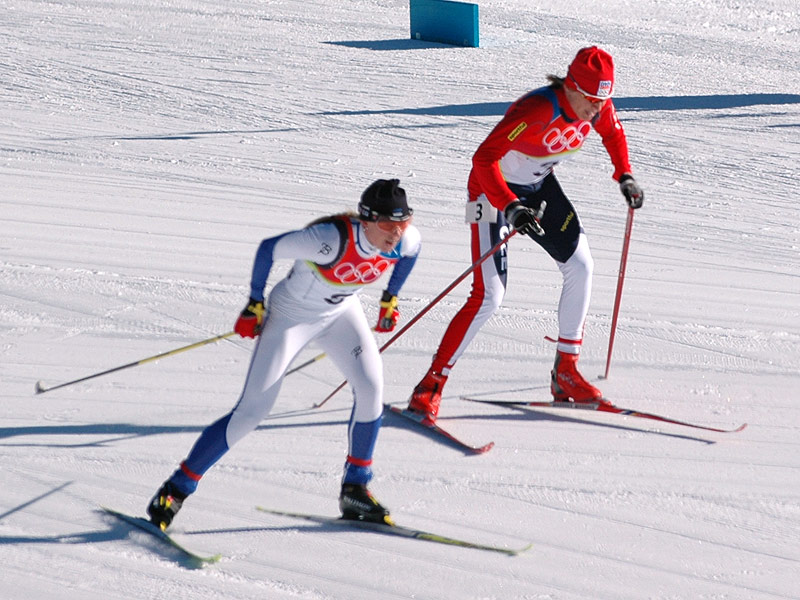
Kristina Šmigun en Katerina Neumannova tijdens OS 2006

Aan de dertien sporten waarop Tsjechië uitkwam namen 87 deelnemers deel.
| Sport | Aantal | Mannen                                                                               | Vrouwen |
| --- | ------ | ------------------------------------------------------------------------------------ | --- |
| Alpineskiën | 11     | Ondřej Bank Kryštof Krýzl Filip Trejbal Martin Vrablík Petr Zahrobský Borek Zakouřil | Lucie Hrstková Eva Kurfuerstová Michaela Smutná Šárka Záhrobská Petra Zakouřilová                              |
| Biatlon | 10     | Roman Dostál Tomáš Holubec Ondřej Moravec Michal Šlesingr Zdeněk Vítek               | Irena Česneková Lenka Faltusová Kateřina Holubcová Magda Rezlerová Zdenka Vejnarová                            |
| Bobsleeën | 6      | Martin Bohman Ivo Danilevič Roman Gomola Jan Kobian Radek Rechka Miloš Veselý        | |
| Freestyleskiën | 3      | Aleš Valenta                                                                         | Nikola Sudova Šárka Sudova                                                                                     |
| Kunstschaatsen | 1      | Tomáš Verner                                                                         | |
| Langlaufen | 13     | Lukáš Bauer Martin Koukal Dušan Kožíšek Jiří Magál Petr Michl Milan Šperl            | Helena Erbenová Eliška Hájková Ivana Janečková Petra Markelová Kateřina Neumannová Eva Nyltová Kamila Rajdlová |
| Noordse combinatie | 5      | Patric Chlum Pavel Churavý Ladislav Rygl Tomáš Slavík Aleš Vodsedálek                | |
| Rodelen | 4      | Antonín Brož Lukáš Brož Jakub Hyman                                                  | Markéta Jeriová                                                                                                |
| Schaatsen | 1      |                                                                                      | Martina Sáblíková                                                                                              |
| Schansspringen | 6      | Antonín Hájek Jakub Janda Jan Matura Jan Mazoch Borek Sedlák Ondřej Vaculík          | |
| Shorttrack | 1      |                                                                                      | Kateřina Novotná                                                                                               |
| Snowboarden | 3      | Martin Cernik Petra Elsterova                                                        | Michal Novotny                                                                                                 |
| IJshockey | 23     | Olympisch team *                                                                     | |
| * Jan Bulis / Petr Čajánek / Patrik Eliáš / Martin Erat / Dominik Hašek Milan Hejduk / Aleš Hemský / Milan Hnilička / Jaromír Jágr / František Kaberle Tomáš Kaberle / Filip Kuba / Pavel Kubina / Robert Lang / Marek Malík Rostislav Olesz / Václav Prospal / Martin Ručinský / Jaroslav Špaček / Martin Straka Tomáš Vokoun / David Výborný / Marek Židlický |        |                                                                                      | |

Albanië · Algerije · Amerikaanse Maagdeneilanden · Andorra · Argentinië · Armenië · Australië · Azerbeidzjan · België · Bermuda · Bosnië en Herzegovina · Brazilië · Bulgarije · Canada · Chili · China · Chinees Taipei · Costa Rica · Cyprus · Denemarken · Duitsland · Estland · Ethiopië · Finland · Frankrijk · Georgië · Griekenland · Groot-Brittannië · Hongarije · Hongkong · Ierland · IJsland · India · Iran · Israël · Italië · Japan · Kazachstan · Kenia · Kirgizië · Kroatië · Letland · Libanon · Liechtenstein · Litouwen · Luxemburg · Macedonië · Madagaskar · Moldavië · Monaco · Mongolië · Nederland · Nepal · Nieuw-Zeeland · Noord-Korea · Noorwegen · Oekraïne · Oezbekistan · Oostenrijk · Polen · Portugal · Roemenië · Rusland · San Marino · Senegal · Servië en Montenegro · Slovenië · Slowakije · Spanje · Tadzjikistan · Thailand · Tsjechië · Turkije · Venezuela · Verenigde Staten · Wit-Rusland · Zuid-Afrika · Zuid-Korea · Zweden · Zwitserland